# Abel, waar is je broeder?
Abel, waar is je broeder? is een hoorspel van Juliu Edliss. Abel, gde twoj brat? werd op 29 november 1966 door de Bayerischer Rundfunk uitgezonden onder de titel Abel, wo ist dein Bruder? Paul Deen vertaalde het en de VARA zond het uit op vrijdag 15 maart 1968. De regisseur was Jan Wegter. Het hoorspel duurde 68 minuten.

## Rolbezetting
- Paul Deen (ik 1 & 2)
- Henk Rigters (hij)
- Paula Majoor (zij)
- Rudi West (soldaat & luidsprekerstem 1)
- Jan Verkoren (luidsprekerstem 2)

## Inhoud
Op een warme middag ontmoeten twee mannen elkaar in een Russische badplaats aan de kust van de Zwarte Zee. Hun schijnbaar doelloos begonnen gesprek leidt ertoe dat ze elkaar herkennen. Toen ze elkaar de laatste keer zagen, waren ze beiden soldaat, Russische gevangenen in een Duits kamp. De ene ontsnapte slechts bij toeval aan de dood bij een massa-executie. De andere dankt zijn naoorlogse carrière aan het feit, dat hij door zijn zegevierende landgenoten uit een KZ bevrijd kon worden. Wat er werkelijk gebeurde toen ze nog samen in het gevangenenkamp zaten, daarvan zijn zij beiden wel de enige overlevende getuigen. Ze weten ook dat ze ditmaal niet uit elkaar zullen gaan zonder afgerekend te hebben…